# Карпенко, Анатолий Николаевич
Карпенко Анатолий Николаевич (20 марта 1938, Яр, Днепропетровская область — 21 июля 2021, Тернополь) — советский строитель. Герой Социалистического Труда (1981). Кандидат в члены ЦК КПУ (1971—1976), член ЦК КПУ (1976—1990).

## Биография
Родился 20 марта 1938 года в селе Червоный Яр в семье Героя Советского Союза Николая Григорьевича Карпенко.
В 1956 году окончил Криворожскую строительную школу Днепропетровской области, работал строителем в тресте «Криворожаглострой». Ударник пятилеток, победитель соцсоревнований, новатор производства.
Член КПСС с 1963 года.
В 1966—1998 годах — монтажник, бригадир комплексной бригады строительно-монтажного управления «Промстрой» Тернопольского управления строительства, председатель профсоюзного комитета «Промстрой».
Окончил Тернопольский финансово-экономический институт.
Потом на пенсии в городе Тернополе.
Умер 21 июля 2021 года в Тернополе.

## Награды
- Медаль «Серп и Молот» (19.03.1981);
- Дважды Орден Ленина (19.03.1981);
- Орден Трудового Красного Знамени;
- Орден Октябрьской Революции;
- Заслуженный строитель УССР;
- медали.